# San (Sprache)
Das San wird heute von ungefähr 150.000 bis 200.000 Sprechern im nordwestlichen Burkina Faso an der Grenze zu Mali gesprochen. Das Verbreitungsgebiet entspricht weitestgehend den Provinzen Sourou und Nayala. Neben der Sprachbezeichnung Samo finden sich in der Literatur auch San und Sane, welche die beiden Hauptdialekte Nord- und Süd-Samo bezeichnen. Trotz der ähnlich lautenden Bezeichnung Samogo steht das Samo nicht in Beziehung zu dem Saomogo-Dzun, bei dem es sich um eine West-Mandesprache handelt. Die größten Siedlungen im Samo-Gebiet sind die Provinzhauptstädte Toma und Tougan. In der direkten Nachbarschaft zum Samo befinden sich das zum West-Mande gehörige Marka-Dafing und die Gur-Sprachen Dogon, Lyele, Nuni, Mòoré, Ko und Bwamu.
Beim Samo handelt es sich um eine Ost-Mande-Sprache. Die nächsten Verwandten sind das Bissa, das im Südosten Burkina Fasos gesprochen wird, und das Boko/Busa, dessen Verbreitungsgebiet an der Grenze zwischen Nigeria und Benin liegt.

## Dialektale Gliederung
Nach heutigem Stand der Forschung ist die dialektale Gliederung des Samo nur unzureichend geklärt. Manche Autoren gehen von zwei, andere von drei Hauptdialekten aus. Es bestehen auch unterschiedliche Bezeichnungen für die einzelnen Unterdialekte. Das Nord-Samo (in der Region um Tougan) wird in der Literatur auch als San und das Süd-Samo (in der Region um Toma) auch als Sane bezeichnet. Platiel (1974) unterscheidet drei Hauptdialekte und bezeichnet diese als: Maka, Maya and Matya, wobei Maka dem Süd-Samo und Maya and Matya zusammen dem Nord-Samo entsprechen. Ebermann (2009:278) nimmt nach Studien in 72 Nordsamo-Siedlungen insgesamt 4 verschiedene Subgruppen von Nordsamo-Varietäten an. Während er das Maya als Gruppe von eng verwandten Sprachvarietäten belässt,  sieht er im Matya drei verschiedene Gruppen von Sprachvarietäten, welche sich deutlich voneinander unterscheiden.  Insgesamt ist festzustellen, dass das Süd-Samo sprachlich wesentlich homogener ist als das Nord-Samo. Die sprachlichen Unterschiede zwischen beiden Haupt-Varietäten lassen eine gegenseitige Verständigung kaum zu.

## Soziolinguistische Situation
Der Einfluss des Dioula und Moore sind für das Nord-Samo auf die größeren Zentren Tougan, Toéni und Kassoum und die äußeren Grenzen des Sprachgebietes beschränkt. Das Moore gewinnt zunehmend an Einfluss, besonders in den östlichen Gebieten des Nord-Samo. Im Bereich des Süd-Samo ist der Einfluss der Nachbarsprachen als eher gering einzustufen. Dem Samo selbst wird von den Sprechern ein großes Prestige zugemessen, es ist sehr vital. Die Mehrsprachigkeit nimmt jedoch zu, da sie zunehmend als sozioökonomische Notwendigkeit angesehen wird.

## Dokumentation der Sprache
Sprachbeschreibungen des Samo existieren bislang nur wenige. Für das Nord-Samo liegt bis heute nur wenige Publikationen zur Sprache vor. Das Süd-Samo wurde von Platiel in einer grammatischen Beschreibung dargestellt. Weiterführende Literaturangaben zum Samo hat Kastenholz (1988) in seiner Mandebibliographie zusammengestellt.